# Horst-Wolfram Kerll
Horst-Wolfram Kerll (* 6. Februar 1947 in Goslar) ist ein ehemaliger deutscher Diplomat, der unter anderem zwischen 2004 und 2007 Botschafter in Paraguay und danach von 2007 bis 2012 in Tunesien war.

## Leben
Kerll studierte Rechtswissenschaften, Politikwissenschaft und Volkswirtschaft. 1977 promovierte er zum Dr. jur. an der Albert-Ludwigs-Universität Freiburg mit einer Dissertation zum Thema Das englische Notwehrrecht. 1978 legte er seine Magisterprüfung in Politikwissenschaft ab. Danach war er als Rechtsanwalt beschäftigt, später in der Rechtsabteilung der GTZ.
Im selben Jahr trat Kerll in den Auswärtigen Dienst ein. Im Auswärtigen Amt absolvierte er von 1978 bis 1980 den Vorbereitungsdienst für die Laufbahn des höheren Auswärtigen Dienstes. Nach dieser Vorbereitung war er von 1980 bis 1982 im Vereinte-Nationen-Referat des Auswärtigen Amtes beschäftigt.
Von 1982 bis 1985 leitete Kerll das Kultur- und Pressereferat der Deutschen Botschaft in Budapest (Ungarn). Anschließend war er drei Jahre in der Deutschen Botschaft in der Türkei in Ankara als Leiter der Rechts- und Konsularabteilung beschäftigt. Von 1988 bis 1991 war er stellvertretender Leiter des politischen Referates in der Ständigen Vertretung in Genf. Nach seiner Amtszeit dort wechselte er 1991 für vier Jahre in das Auswärtige Amt und war dort stellvertretender Leiter des Referates für Kulturprogramme. Von 1995 bis 1997 arbeitete Kerll in Lissabon als Austauschbeamter im portugiesischen Außenministerium. Von 1997 bis 2001 war er Ständiger Vertreter des Botschafters in Portugal.
Nach weiteren drei Jahren im Auswärtigen Amt als Referatsleiter Kulturzusammenarbeit für außereuropäische Länder wechselte Kerll 2004 als Botschafter nach Paraguay. Seit 2007 war er Botschafter in Tunesien und behielt dieses Amt bis zu seinem Eintritt in den Ruhestand 2012. Nachfolger als Botschafter in Tunis wurde Jens Plötner, der zuvor Botschafter in Sri Lanka war.
Er ist verheiratet und hat zwei Kinder.